# Heteroconger mercyae
Heteroconger mercyae är en fiskart som beskrevs av Allen och Erdmann 2009. Heteroconger mercyae ingår i släktet Heteroconger och familjen havsålar. Inga underarter finns listade i Catalogue of Life.